# Mistrzostwa Europy Juniorów w Saneczkarstwie 1973
19. Mistrzostwa Europy juniorów w saneczkarstwie 1973 odbyły się 20 stycznia w Valdaora, we Włoszech. Rozegrane zostały trzy konkurencje: jedynki kobiet, jedynki mężczyzn oraz dwójki mężczyzn. W klasyfikacji medalowej najlepsi byli reprezentanci Niemieckiej Republiki Demokratycznej.

## Terminarz
| Data             | Miejscowość | Konkurencja      | Złoto                  | Srebro                        | Brąz                            |
| ---------------- | ----------- | ---------------- | ---------------------- | ----------------------------- | ------------------------------- |
| 20 stycznia 1973 | Valdaora    | Jedynki kobiet   | Sarah Felder           | Steffi Eissmann               | Heidemarie Reiss                |
| 20 stycznia 1973 | Valdaora    | Jedynki mężczyzn | Dettlef Günther        | Karl Feichter                 | Bernd Hahn                      |
| 20 stycznia 1973 | Valdaora    | Dwójki mężczyzn  | Bernd Hahn Ulrich Hahn | Karl Feichter Ernst Haspinger | Volker Messing Wilfried Weidner |

## Wyniki

### Jedynki kobiet
- Data / Początek: Sobota 20 stycznia 1973

| Medal | Zawodniczka            | Narodowość |
| ----- | ---------------------- | ---------- |
|       | Sarah Felder           | Włochy     |
|       | Steffi Eissmann        | NRD        |
|       | Heidemarie Reiss       | NRD        |
| 4.    | Marie Sparber          | Włochy     |
| 5.    | Sieglinde Peschel      | NRD        |
| 5.    | Natalia Bogdanowa      | ZSRR       |
| 7.    | Angelika Riedel        | NRD        |
| 8.    | Elfriede Pirkmann      | Austria    |
| 9.    | Elżbieta Pietruszewska | Polska     |
| 10.   | Marlene Holzer         | Włochy     |
| 11.   | Angelika Drexel        | Austria    |
| 12.   | Hildegard Obex         | Włochy     |
| 13.   | Ewa Miech              | Polska     |
| 14.   | Amanda Pfeifer         | RFN        |
| 15.   | Barbara Sylla          | Polska     |
| 16.   | Elke Pilz              | RFN        |
| 17.   | Christa Kammerlochner  | RFN        |
| 18.   | Ljubow Subbotina       | ZSRR       |
| 19.   | Irmgard Kreitmeier     | RFN        |

### Jedynki mężczyzn
- Data / Początek: Sobota 20 stycznia 1973

| Medal | Zawodnik            | Narodowość |
| ----- | ------------------- | ---------- |
|       | Dettlef Günther     | NRD        |
|       | Karl Feichter       | Włochy     |
|       | Bernd Hahn          | NRD        |
| 4.    | Anton Winkler       | RFN        |
| 5.    | Aigars Kriķis       | ZSRR       |
| 6.    | Ernst Haspinger     | Włochy     |
| 7.    | Jan Kasielski       | Polska     |
| 8.    | Bengt Ohlsson       | Szwecja    |
| 9.    | Volker Messing      | NRD        |
| 10.   | Ray Lindfors        | Finlandia  |
| 11.   | Günther Kunze       | NRD        |
| 12.   | Franz Frener        | Włochy     |
| 13.   | Josef Brettl        | RFN        |
| 14.   | Henryk Sarata       | Polska     |
| 15.   | Gottfried Frener    | Włochy     |
| 16.   | Erwin Acherer       | Austria    |
| 17.   | Roman Goryl         | Polska     |
| 18.   | Michael Gärdebäck   | Szwecja    |
| 19.   | Ulrich Hahn         | NRD        |
| 20.   | Alfred Lechleitner  | Austria    |
| 21.   | Martin Mandl        | Austria    |
| 22.   | Piotr Bugajczyk     | Polska     |
| 23.   | John Klemetsen      | Norwegia   |
| 24.   | Ernst Sklenarz      | Austria    |
| 25.   | Anton Wembacher     | RFN        |
| 26.   | Roman Bieszczad     | Polska     |
| 27.   | Wilfried Weidner    | NRD        |
| 28.   | Ernst Wild          | Włochy     |
| 29.   | Georg Fluckinger    | Austria    |
| 30.   | Walter Sieder       | Włochy     |
| 31.   | Albert Graf         | Austria    |
| 32.   | Petr Haugen         | Norwegia   |
| 33.   | Klaus Heindorf      | RFN        |
| 34.   | Günther Wildinger   | Austria    |
| 35.   | Leif Madsberg       | Norwegia   |
| 36.   | Marek Temeczko      | Polska     |
| 37.   | Detlef Winkler      | RFN        |
| 38.   | Wolfgang Hofstätter | Austria    |
| 39.   | Aleksander Pelak    | Polska     |
| 40.   | Aleksandr Orłow     | ZSRR       |
| 40.   | Rolf Everts         | RFN        |
| 42.   | Peter Pichler       | Włochy     |
| 43.   | Roman Raich         | RFN        |
| 44.   | Egil Kvam           | Norwegia   |
| 45.   | Alf Johnsson        | Szwecja    |
| 46.   | Martin Ore          | Norwegia   |
| 47.   | Władimir Rusakow    | ZSRR       |
| 48.   | Otto Bachmann       | Włochy     |
| 49.   | Boris Czistiakow    | ZSRR       |
| 50.   | Konrad Bodniewicz   | Polska     |

### Dwójki mężczyzn
- Data / Początek: Sobota 20 stycznia 1973

| Medal | Zawodnik                                | Narodowość |
| ----- | --------------------------------------- | ---------- |
|       | Bernd Hahn Ulrich Hahn                  | NRD        |
|       | Karl Feichter Ernst Haspinger           | Włochy     |
|       | Volker Messing Wilfried Weidner         | NRD        |
| 4.    | Ray Lindfors Bengt Ohlsson              | Finlandia  |
| 5.    | Alfred Lechleitner Hermann Pusch        | Austria    |
| 6.    | Jan Kasielski Marek Temeczko            | Polska     |
| 7.    | Roman Goryl Roman Bieszczad             | Polska     |
| 8.    | Martin Mandl Wolfgang Hofstätter        | Austria    |
| 9.    | Henryk Sarata Konrad Bodniewicz         | Polska     |
| 10.   | Albert Graf Erwin Acherer               | Austria    |
| 11.   | Anton Winkler Roman Raich               | RFN        |
| 12.   | Georg Fluckinger Günther Wildinger      | Austria    |
| 13.   | Aleksander Pelak Dulak                  | Polska     |
| 14.   | Hans-Heinrich Winkler Christoph Schulte | RFN        |
| 15.   | Aigars Kriķis Boris Czistiakow          | ZSRR       |
| 16.   | Gottfried Frener Ernst Wild             | Włochy     |
| 17.   | Franz Frener Otto Bachmann              | Włochy     |

## Klasyfikacja medalowa
| Miejsce | Państwo |   |   |   | Razem |
| ------- | ------- | - | - | - | ----- |
| 1.      | NRD     | 2 | 1 | 3 | 6     |
| 2.      | Włochy  | 1 | 2 | 0 | 3     |